# Tenda dos Milagres (pel·lícula)
|  | Per a altres significats, vegeu «Tenda dos Milagres». |

Tenda dos Milagres és una pel·lícula dramàtica brasilera de 1977 dirigida per Nelson Pereira dos Santos, basada en la novel·la del mateix nom de Jorge Amado i protagonitzada per Hugo Carvana, Sonia Dias i Severino Dada. El director satiritza i exposa el racisme a la societat brasilera. L'exemple més notable on es fa això és en una escena flashback on mostra brasilers escoltant amb interès per les teories racials nazis a finals dels anys trenta. Tenda dos Milagres va ser rodada a Salvador, estat de Bahia.

## Argument
A la ciutat de Salvador a començaments del segle xx, Pedro Archanjo, un ojuobá (ulls de Xangô) del Candomblé, mulato, capoeirista, tocador de violí i bidell de la Facultat de Medicina de Bahia, defensa els drets dels negres i mestissos afrobrasilers.

## Repartiment
- Hugo Carvana - Fausto Pena
- Sonia Dias - Anna Mercedes
- Anecy Rocha - Dr. Edelweiss
- Franca Teixeira
- Mae Mirinha do Portao
- Juárez Paraíso - Pedro Archanjo
- Jards Macalé - Young Pedro
- Jehova De Carvalho - Major Damiao
- Manoel do Bonfim - Lidia Corro
- Nildo Parente - Prof. Nilo Argolo

## Recepció
Va guanyar el premi a la millor pel·lícula i al millor guió, dos Santos va guanyar el premi a la millor direcció i Dias va guanyar el premi a la millor actriu de repartiment al X Festival de Brasília. Va participar en el 27è Festival Internacional de Cinema de Berlín. La pel·lícula també va ser seleccionada com a representació brasilera a l'Oscar a la millor pel·lícula de parla no anglesa als Premis Oscar de 1977, però no va ser acceptada com a candidata.